# Могучие рейнджеры: Сталь Ниндзя

Логотип второго сезона

Могучие рейнджеры: Сталь Ниндзя (англ. Power Rangers Ninja Steel) — двадцать четвёртый сезон популярного американского телесериала «Могучие рейнджеры», основанный на тридцать девятом сезоне японского телесериала «Super Sentai». «Сюрикэнный Отряд — Нининджеры», Вышел на экраны 21 января 2017 года.
27 января 2018 года стартовало продолжение — Могучие рейнджеры: Супер Сталь Ниндзя, являющееся двадцать пятым, юбилейным сезоном. Последний сезон, выпущенный компанией «Saban Brands» и последний сезон, по производству игрушек компанией «Bandai». Сериал шёл на канале Nickelodeon.

## Сюжет

### Сталь Ниндзя
Галванакс — действующий чемпион Галактических Воинов, самого популярного межгалактического телевизионного игрового шоу во Вселенной, где участники сражаются, чтобы доказать, кто самый могущественный воин Галактики. Галванакс полон решимости стать непобедимым, контролируя мифическую Призму Ниндзя Нексус, которая содержит сверхъестественную Звезду Ниндзя Нексус. Мастер-ниндзя Дэйн Ромеро боролся с Галванаксом, чтобы помешать ему получить звезду и, видимо, пожертвовал собой, чтобы помешать плану Галванакса, разделив Звезду Нексус на шесть отдельных Звёзд Силы Ниндзя и создав из металла призмы, легендарную Сталь Ниндзя, хотя Галванакс и его приспешники мадам Одиус и Рипкон удрали с его сыном - Броди. Десять лет спустя, порабощенный Броди сбегает с корабля Галванакса с Призмой, Звёздами Силы, и вместе с друзьями Мик Каником и Редботом, возвращается на Землю, спустившись в город Саммер Коув, где они встречают старшеклассников Престона Тиен, Сару Томпсон, Калвина Максвелла и Хэйли Фостер, которые вместе с Броди вытащили Звёзды Силы Ниндзя из Призмы и превратились в новую команду Могучих Рейнджеров - «Сталь Ниндзя». Разъяренный результатом, Галванакс отправляет своих соперников-воинов на Землю, чтобы украсть Призму, где каждая эпическая битва против Рейнджеров транслируется по всей Вселенной. Вместе рейнджеры должны овладеть своим арсеналом Звезд Силы, Мега Морф Циклов и Зордов, которые сделаны из Стали Ниндзя , чтобы остановить эту злую угрозу и спасти Землю от разрушения.
Во время финальной битвы против Галванакса, Призма Ниндзя Нексус восстанавливает сломанную Красную Звезду Ниндзя Броди, где она не только превращает Мика в альтернативного Красного Рейнджера, но и восстанавливает мастера Дэйна Ромеро. Рейнджеры уничтожают Галванакса, используя свои силы, объединённые с силой Призмы Ниндзя Нексус, которая становится неактивной, но мадам Одиус переживает неожиданную атаку метеора с Сталью Ниндзя на корабль Галванакса.

### Супер Сталь Ниндзя
Героические подростки оказываются лицом к лицу со старым врагом, когда обнаруживают, что мадам Одиус все еще жива и более полна решимости украсть Призму Ниндзя Нексус и возродить свои силы для своих гнусных целей. Теперь Рейнджерам предстоит с неожиданной помощью от новых друзей, использовать силу командной работы, чтобы защитить Призму, победить мадам Одиус, и спасти мир.
Слэдж и его команда сбежали из червоточины (из-за событий финала Power Rangers Dino Super Charge — "Конец Эры уничтожения"), таким образом, прибывает в основное измерение мультивселенной Могучих Рейнджеров. После обнаружения обломков Купола Воинов и уцелевших при столкновении астероидов (в том числе мадам Одиус и Космо Рояла), Слэдж предлагают починить корабль в обмен на астероид, который покрыт Супер Сталью Ниндзя, металлом даже прочнее Сталь Ниндзя. Вместо этого Одиус обманывает его и получает лояльность пленника по имени Бадонна, берет Супер Сталь для себя и получает корабль, исправленный независимо. Поставив Галактических Воинов в воздух, Одиус, Бадонна и новый участник по имени Смеллефант атакуют Землю, чтобы возродить Призму Ниндзя Нексус и выковать злые Звезды Ниндзя из Супер Стали. Благодаря предварительному предупреждению от возвращающегося Мика и использованию каждого трюка в рукавах бывшим рейнджерам удается претендовать на Супер Сталь и восстановить свои силы, хотя и намного сильнее, чем раньше.
С новыми и улучшенными силами и снаряжением рейнджеры защищают Звезды Силы Ниндзя от Одиус и ее соперников-воинов. Для того, чтобы получить преимущество над ними, Бадонна вычитывает о команде "Галактические Ниндзя", пытающихся доказать свое превосходство на "Ниндзя Земли". Одиус вынашивает план, чтобы отправить галактических ниндзя в смертельные битвы, чтобы претендовать на свои медальоны ниндзя для создания Фоксатрона, ее собственного Зорда. Фоксатрон уничтожает Ниндзя Ультразорд, оставляя Звезды Зордов рейнджеров сожженными и непригодными для использования. К счастью, с помощью трех таинственных фигур в масках, они восстанавливают Звезды Зордов и уничтожают Фоксатрона с помощью нового Ниндзя Блэйз Мегазорда, полученным, доказав Призме, что они достаточно добры сердцем, чтобы быть достойными такой силы.
В качестве мести, Одиус формирует альянс с Лордом Дрэйвеном, правителем злого измерения Антивселенной. Оба планируют объединить все измерения в одно и использовать армию клонов Робо-Рейнджеров, чтобы победить их всех. К счастью, Сталь Ниндзя Рейнджеры и команда Легендарных Рейнджеров (в том числе три персонажа в плащах, оказавшихся Уэсом Коллинзом, Джеммой от RPM, и Кодой из Дино Заряда, а также Томми Оливер, Кэтрин Хиллард, Рокки Де Сантос, Трент Фернандес-Мерсер, ТиДжей Джонсон, Антонио Гарсия и Джиа Моран - все, кто сбежал из плена Дрэйвена) уничтожают Дрэйвена и предотвращают слияние измерений.
После падения Галактических Ниндзя и смерти Дрэйвена, Одиус продолжает сюжет падения Рейнджеров, даже идет слишком далеко, чтобы обмануть легендарного Космического Шерифа Скайфайра, клеймив рейнджеров как преступников, в то время как шериф охотился на преступника в розыске и эксперта-подрывника по кличке Бламмо, который был претендентом на Галактических Воинах в то время. Одиус заключает еще одну сделку, на этот раз с генералом Тайнамоном, менеджером известного бойца по имени Брэкс. Тайнамон на самом деле маленький монстр, использующий костюм робота, чтобы выглядеть большим, надеясь, что Одиус даст ему расти большим, если он сможет получить Звезды Силы и уничтожить рейнджеров. Для Одиуса, однако, потеря Тайнамона бессмысленна, поскольку Мик (ему промыли мозги) может помочь ей запустить свой генеральный план.
Мик обещает помочь ей передать сигнал, который будет контролировать разум всей планеты. Чудовище по имени Горрокс маскируется в качестве телевизионного продюсера, чтобы получить людей для ее трансляции. Прослушивание, которое он проводит, заставляет Калвина и Хэйли спорить и распадаться, в то время как Виктор и Монти выбраны для роли. Горрокс показывает себя и разрушается вместе с мстительным Браксом в битве с Рейнджерами. К сожалению, они слишком поздно, так как Одиус теперь контролирует половину человеческой расы и устраивает засаду в школе. В то время как Сара и Хэйли пробираются на Купол Воинов, чтобы спасти ум, контролируемый Калвином, братья Ромеро и Престон наблюдают, как Одиус обращает Призму Нексус во зло и создает Суперзвезду Ниндзя Нексус, показывая, что она хочет контролировать армию с силой Призмы в течение тысячи лет. Затем трое вынуждены сражаться с отцом Броди, чей разум также под контролем Одиус. К счастью, Хэйли уничтожает спутник и возвращается вместе со свободным Калвином. Бывшие солдаты-люди Одиус убегают с помощью Виктора и Монти, что приводит к разрушению Купола Воинов и гибели Космо Рояла и Бадонны, а также аудитории. Несмотря на это, Одиус все еще может объединиться с Суперзвездой Нексус. Рейнджеры воссоединяются и, чтобы сразиться с, казалось бы, неудержимой Одиус, вливаются в силу звезды Нексус с небольшой помощью магии Престона. Пробуя, как она может, Одиус не подходит для целой команды тех, кто имеет равные силы с ней, падая в финальной битве, когда рейнджеры объединяют свои звезды Нексус в сочетании с силой Нексус и приносят мир на Землю. Виктор и Монти вознаграждены за их храбрость, помогая остановить Одиус, в то время как рейнджеры возвращают свои силы Призме Ниндзя Нексус, которая использует свою силу, чтобы перековать свою кору из Ниндзя Стали и улетает в поисках другой планеты, нуждающейся в её силе для защиты от зла. С Миком, оставшимся на Земле в качестве учителя (хотя и остающимся в контакте со своей семьей через спутник), рейнджеры возвращаются к жизни как обычные ученики средней школы.

## Персонажи

### Рейнджеры
- Броди Ромеро — Красный Сталь Ниндзя Рейнджер. Роль играет Уильям Шьюфельт.
- Престон Тиен — Синий Сталь Ниндзя Рейнджер. Роль играет Питер Сударсо.
- Калвин Максвелл — Жёлтый Сталь Ниндзя Рейнджер. Роль играет Нико Гритам.
- Хэйли Фостер — Белый Сталь Ниндзя Рейнджер. Роль играет Зоуи Робинс.
- Сара Томпсон — Розовый Сталь Ниндзя Рейнджер. Роль играет Кристина Эн.
- Эйден Ромеро/Леви Уэстон — Золотой Сталь Ниндзя Рейнджер. Роль играет Джорди Уэббер.

### Союзники
- Редбот — робот, с которым Броди дружил, пока они были рабами на корабле Галванакса. Роль озвучивает Байрон Коль.
- Мик Каник — наставник Рейнджеров, второй Красный Сталь Ниндзя Рейнджер. Роль играет Келсон Хендерсон.
- Принцесса Виера — принцесса Галактики Льва с возможностью менять форму. Роль играет Руби Лав.
- Космический Шериф Скайфайр — офицер межгалактической полиции. Роль озвучивает Марк Митчинсон.

#### Легендарные Рейнджеры
- Томми Оливер — Ранее был Зеленым Рейнджером, Белым Рейнджером, Красным Зео Рейнджером, Красным Турбо Рейнджером и Чёрным Дино Рейнджером. Роль играет Джейсон Дэвид Фрэнк.
- Рокки Де Сантос — Бывший второй Красный Рейнджер и Синий Зео Рейнджер. Роль играет Стив Карденас.
- Кэтрин «Кэт» Хиллард — первый Розовый Турбо Рейнджер. Ранее была вторым Розовым Рейнджером и Розовым Зео Рейнджером. Является любовным интересом Томми Оливера. Роль играет Кэтрин Сазерленд.
- Ти Джей Джонсон  — Синий Космический Рейнджер. Ранее был Красным Турбо Рейнджером. Роль играет Сэлвин Уорд.
- Уэсли «Уэс» Коллинз — Красный Рейнджер Времени. Роль играет Джейсон Фаунт.
- Трент Фернандес-Мерсер — Белый Дино Рейнджер. Роль играет Джеффри Параццо.
- Джемма — Рейнджер-Оператор Серебряной Серии. Роль играет Ли Минг Ху.
- Антонио Гарсия — Золотой Рейнджер-Самурай. Роль играет Стивен Скайлер.
- Джиа Моран — Жёлтый Мега Рейнджер. Роль играет Сиара Ханна.
- Кода — Синий Дино Заряд Рейнджер. Роль играет Йоши Сударсо.

### Второстепенные персонажи
- Виктор Винсент — непопулярный и спортивный студент, который является президентом класса средней школы Саммер Коув. Роль играет Крис Рид.
- Монти — ботаник в средней школе Саммер Коув, над которым часто издевается Виктор, чтобы заставить его сделать что-то для него. Роль играет Калеб Бендит.
- Директор Гастинкс — строгая, но справедливая директор школы Саммер Коув. Роль играет Аманда Биллингс.
- Миссис Финч — требовательная, но честная учительница в школе Саммер Коув. Роль играет Клэр Читам.
- Миссис Белл — школьная секретарша в школе Саммер Коув. Роль играет Лори Дунги.
- Джеки Томпсон — мать Сары. Она тоже инженер, от которой Сара унаследовала её инженерные таланты. Роль играет Джоди Риммер.
- Аарон Фостер — отец Хэйли, морской биолог. Роль играет Маркус Джонсон.

### Антагонисты
- Галванакс — действующий чемпион популярного межгалактического игрового шоу "Галактические Воины", где участники сражаются, чтобы доказать, кто самый могущественный воин в Галактике. Роль озвучивает Ричард Симпсон.
- Мадам Одиус — советница Галванакса. Роль озвучивает Жак Дрю.
- Рипкон — инопланетный фехтовальщик в маске, самый верный последователь Галванакса. Роль озвучивает Кэмпбелл Кули.
- Космо Роял — энергичный инопланетянин, владелец и комментатор шоу "Галактические Воины". Роль озвучивает Кэмпбелл Кули.
- Робо-двойник Эйдена Ромеро — подставной двойник Эйдена Ромеро, созданный мадам Одиус, чтобы поближе подобраться к Рейнджерам и уничтожить их. Роль играет Ник Беквит.
- Бадонна — бывшая пленница Слэджа, а ныне верная сторонница Мадам Одиус. Роль озвучивает Марисса Стотт.
- Галактические Ниндзя — команда звероподобных хитрых ниндзя. Их силы исходят из их специальных медальонов ниндзя:
  - Волвермин — мудзиноподобный монстр, лидер Галактических Ниндзя. Умеет красть память жертв. Роль озвучивает Роль озвучивает Джэми Лайнхэн.
  - Спидвинг — соколоподобный монстр, самый быстрый в команде Галактических Ниндзя. Роль озвучивает Иан Хьюс.
  - Райгор — носорогоподобный монстр, эксперт по неожиданным атакам и суперсильный в команде Галактических Ниндзя. Роль озвучивает Чарли Макдермотт.
  - Венома — осоподобный монстр, обладает ядовитыми чарами. Роль озвучивает Эйди Уолкер.
- Лорд Дрэйвен — бронированный самурай из Антивселенной. Роль озвучивает Раджив Сингх. 
  - Робо-Рейнджеры — роботизированные клоны Могучих Рейнджеров, которые созданы Лордом Дрэйвеном в его стремлении покорить Мультивселенную.
- Слэдж — межгалактический охотник за головами, заклятый враг Рейнджеров Дино Заряда. Роль озвучивает Адам Гардинер.
  - Поисандра — невеста Слэджа. Роль озвучивает Джеки Кларк.
  - Рэнч — главный механик на корабле Слэджа и "мозговой центр" его команды. Роль озвучивает Эстевес Гиллеспи.
- Кудаботы — роботизированные пехотинцы Галванакса в Касах, которые вооружены копьями Яри и Танегасимами.
- Башир-Боты — альтернативные роботы-пехотинцы Галванакса, напоминающие модернизированные версии Кудаботов.
- Фоксботы — пехотинцы Галактических Ниндзя.
- Скаллгаторы — гигантские костяные солдаты.
- Баззкамеры — мухообразные камеры, которые хранятся под цилиндром Космо Рояла. Он их выпускает для того, чтобы снимать бои на "Галактических Воинах".

## Эпизоды

### Могучие рейнджеры: Сталь Ниндзя (2017)
| № общий | № в сезоне | Название                                                  | Режиссёр       | Автор сценария                     | Дата премьеры    | Зрители в США (млн) |
| ------- | ---------- | --------------------------------------------------------- | -------------- | ---------------------------------- | ---------------- | ------------------- |
| 832     | 1          | «Возвращение Призмы» «Return of the Prism»                | Питер Бюргер   | Чип Линн                           | 21 января 2017   | 1,53                |
| 833     | 2          | «Кованые в стали» «Forged in Steel»                       | Питер Бюргер   | Чип Линн                           | 28 января 2017   | 1,55                |
| 834     | 3          | «Живи и учись» «Live and Learn»                           | Майкл Дайгнан  | Чип Линн, Бекка Барнс и Элвин Дэйл | 4 февраля 2017   | 1,50                |
| 835     | 4          | «Престо Замена-O» «Presto Change-O»                       | Майкл Дайгнан  | Чип Линн, Бекка Барнс и Элвин Дэйл | 11 февраля 2017  | 1,52                |
| 836     | 5          | «Стремление выжить» «Drive to Survive»                    | Майкл Дайгнан  | Чип Линн, Бекка Барнс и Элвин Дэйл | 25 февраля 2017  | 1,29                |
| 837     | 6          | «Мой друг, красный бот» «My Friend, Redbot»               | Саймон Беннетт | Чип Линн, Бекка Барнс и Элвин Дэйл | 4 марта 2017     | 1,29                |
| 838     | 7          | «Хакерская атака» «Hack Attack»                           | Саймон Беннетт | Чип Линн, Бекка Барнс и Элвин Дэйл | 18 марта 2017    | 1,26                |
| 839     | 8          | «Золотая лихорадка» «Gold Rush»                           | Саймон Беннетт | Чип Линн, Бекка Барнс и Элвин Дэйл | 18 марта 2017    | 1,16                |
| 840     | 9          | «Рокинг и Роллинг» «Rocking and Rolling»                  | Оливер Драйвер | Чип Линн, Бекка Барнс и Элвин Дэйл | 12 апреля 2017   | 0,95                |
| 841     | 10         | «The Ranger Ribbon» «Лента рейнджера»                     | Оливер Драйвер | Чип Линн, Бекка Барнс и Элвин Дэйл | 19 апреля 2017   | 1,09                |
| 842     | 11         | «Ядовитые участки» «Poisonous Plots»                      | Оливер Драйвер | Чип Линн, Бекка Барнс и Элвин Дэйл | 26 апреля 2017   | 1,24                |
| 843     | 12         | «Семейное слияние» «Family Fusion»                        | Майкл Дайгнан  | Чип Линн, Бекка Барнс и Элвин Дэйл | 2 сентября 2017  | 1,18                |
| 844     | 13         | «Туз и гонка» «Ace and the Race»                          | Майкл Дайгнан  | Чип Линн, Бекка Барнс и Элвин Дэйл | 9 сентября 2017  | 0,94                |
| 845     | 14         | «Королевский соперник» «The Royal Rival»                  | Саймон Беннетт | Чип Линн, Бекка Барнс и Элвин Дэйл | 16 сентября 2017 | 1,20                |
| 846     | 15         | «Королевский грохот» «The Royal Rumble»                   | Саймон Беннетт | Чип Линн, Бекка Барнс и Элвин Дэйл | 23 сентября 2017 | 1,04                |
| 847     | 16         | «Расхититель гробниц» «Grave Robber»                      | Оливер Драйвер | Бекка Барнс, Элвин Дэйл и Чип Линн | 7 октября 2017   | 1,11                |
| 848     | 17         | «Бессмысленная работа» «Monkey Business»                  | Майкл Дайгнан  | Чип Линн, Бекка Барнс и Элвин Дэйл | 14 октября 2017  | 1,11                |
| 849     | 18         | «Приключения красного бота» «The Adventures Of Redbot»    | Саймон Беннетт | Чип Линн, Бекка Барнс и Элвин Дэйл | 21 октября 2017  | 0,95                |
| 850     | 19         | «Абракадейнджер» «Abrakadanger»                           | Майк Смит      | Бекка Барнс, Элвин Дэйл и Чип Линн | 28 октября 2017  | 1,07                |
| 851     | 20         | «Рука помощи» «Helping Hand»                              | Майк Смит      | Элвин Дэйл, Чип Линн и Бекка Барнс | 4 ноября 2017    | 1,05                |
| 852     | 21         | «Восход Галванакса» «Galvanax Rises»                      | Майк Смит      | Чип Линн, Бекка Барнс и Элвин Дэйл | 16 ноября 2017   | 1,06                |
| 853     | 22         | «Прошлое, подарки и будущее» «Past, Presents, And Future» | Чарли Хэскелл  | Элвин Дэйл, Чип Линн и Бекка Барнс | 2 декабря 2017   | 1,02                |

### Могучие рейнджеры: Супер Сталь Ниндзя (2018)
| № общий | № в сезоне | Название                                                     | Режиссёр                               | Автор сценария                      | Дата премьеры    | Зрители в США (млн) |
| ------- | ---------- | ------------------------------------------------------------ | -------------------------------------- | ----------------------------------- | ---------------- | ------------------- |
| 854     | 1          | «Отголоски зла» «Echoes of Evil»                             | Чарли Хэскелл                          | Чип Линн, Бекка Барнс и Элвин Дэйл  | 27 января 2018   | 1,01                |
| 855     | 2          | «Момент истины» «Moment of Truth»                            | Чарли Хэскелл                          | Бекка Барнс, Элвин Дэйл и Чип Линн  | 3 февраля 2018   | 1,14                |
| 856     | 3          | «Жесткая любовь» «Tough Love»                                | Чарли Хэскелл                          | Элвин Дэйл, Чип Линн и Бекка Барнс  | 10 февраля 2018  | 0,98                |
| 857     | 4          | «Делать волны» «Making Waves»                                | Оливер Драйвер                         | Чип Линн, Бекка Барнс и Элвин Дэйл  | 17 февраля 2018  | 0,97                |
| 858     | 5          | «План игры» «Game Plan»                                      | Оливер Драйвер                         | Бекка Барнс, Элвин Дэйл и Чип Линн  | 24 февраля 2018  | 1,00                |
| 859     | 6          | «Атака галактических ниндзя» «Attack Of The Galactic Ninjas» | Оливер Драйвер                         | Элвин Дэйл, Чип Линн и Бекка Барнс  | 3 марта 2018     | 1,15                |
| 860     | 7          | «Жажда скорости» «The Need For Speed»                        | Мюррэй Кин                             | Чип Линн, Бекка Барнс и Элвин Дэйл  | 10 марта 2018    | 1,23                |
| 861     | 8          | «Поймали с поличным» «Caught Red Handed»                     | Мюррэй Кин                             | Бекка Барнс, Элвин Дэйл и Чип Линн  | 17 марта 2018    | 1,08                |
| 862     | 9          | «Перехитрил» «Outfoxed»                                      | Мюррэй Кин                             | Утер Дин, Стиви МакКлири и Чип Линн | 25 августа 2018  | 1,24                |
| 863     | 10         | «Измерения опасности» «Dimensions in Danger»                 | Саймон Беннетт и Акихиро "Юдзи" Ногучи | Чип Линн, Бекка Барнс и Элвин Дэйл  | 28 августа 2018  | 0,86                |
| 864     | 11         | «Укусы любви» «Love Stings»                                  | Саймон Беннетт                         | Бекка Барнс, Элвин Дэйл и Чип Линн  | 1 сентября 2018  | 0,87                |
| 865     | 12         | «Фанат безумия» «Fan Frenzy»                                 | Саймон Беннетт                         | Элвин Дэйл, Чип Линн и Бекка Барнс  | 8 сентября 2018  | 0,90                |
| 866     | 13         | «Подготовка к провалу» «Prepare To Fail»                     | Саймон Беннетт                         | Чип Линн, Бекка Барнс и Элвин Дэйл  | 15 сентября 2018 | 1,17                |
| 867     | 14         | «Шериф Скайфайр» «Sheriff Skyfire»                           | Оливер Драйвер                         | Бекка Барнс, Элвин Дэйл и Чип Линн  | 22 сентября 2018 | 0,98                |
| 868     | 15         | «Техническая поддержка» «Tech Support»                       | Оливер Драйвер                         | Элвин Дэйл, Чип Линн и Бекка Барнс  | 29 сентября 2018 | 0,81                |
| 869     | 16         | «Проблема с автомобилем» «Car Trouble»                       | Оливер Драйвер                         | Чип Линн, Бекка Барнс и Элвин Дэйл  | 6 октября 2018   | 0,74                |
| 870     | 17         | «Счастлив быть мной» «Happy To Be Me»                        | Рик Пеллиццери                         | Бекка Барнс, Элвин Дэйл и Чип Линн  | 13 октября 2018  | 0,85                |
| 871     | 18         | «Потасовка монстров» «Monster Mix-Up»                        | Мюррэй Кин                             | Бекка Барнс, Элвин Дэйл и Утер Дин  | 20 октября 2018  | 0,83                |
| 872     | 19         | «Волшебная осечка» «Magic Misfire»                           | Саймон Беннетт                         | Чип Линн, Элвин Дэйл и Бекка Барнс  | 27 октября 2018  | 1,04                |
| 873     | 20         | «Роковой сигнал» «Doom Signal»                               | Рик Пеллиццери                         | Чип Линн, Бекка Барнс и Элвин Дэйл  | 3 ноября 2018    | 0,89                |
| 874     | 21         | «Достижение Нексуса» «Reaching the Nexus»                    | Рик Пеллиццери                         | Бекка Барнс, Элвин Дэйл и Чип Линн  | 10 ноября 2018   | 0,89                |
| 875     | 22         | «Ядовитый снег» «The Poisy Show»                             | Мюррэй Кин                             | Чип Линн, Бекка Барнс и Элвин Дэйл  | 1 декабря 2018   | 0,78                |